# Punta Pacífica

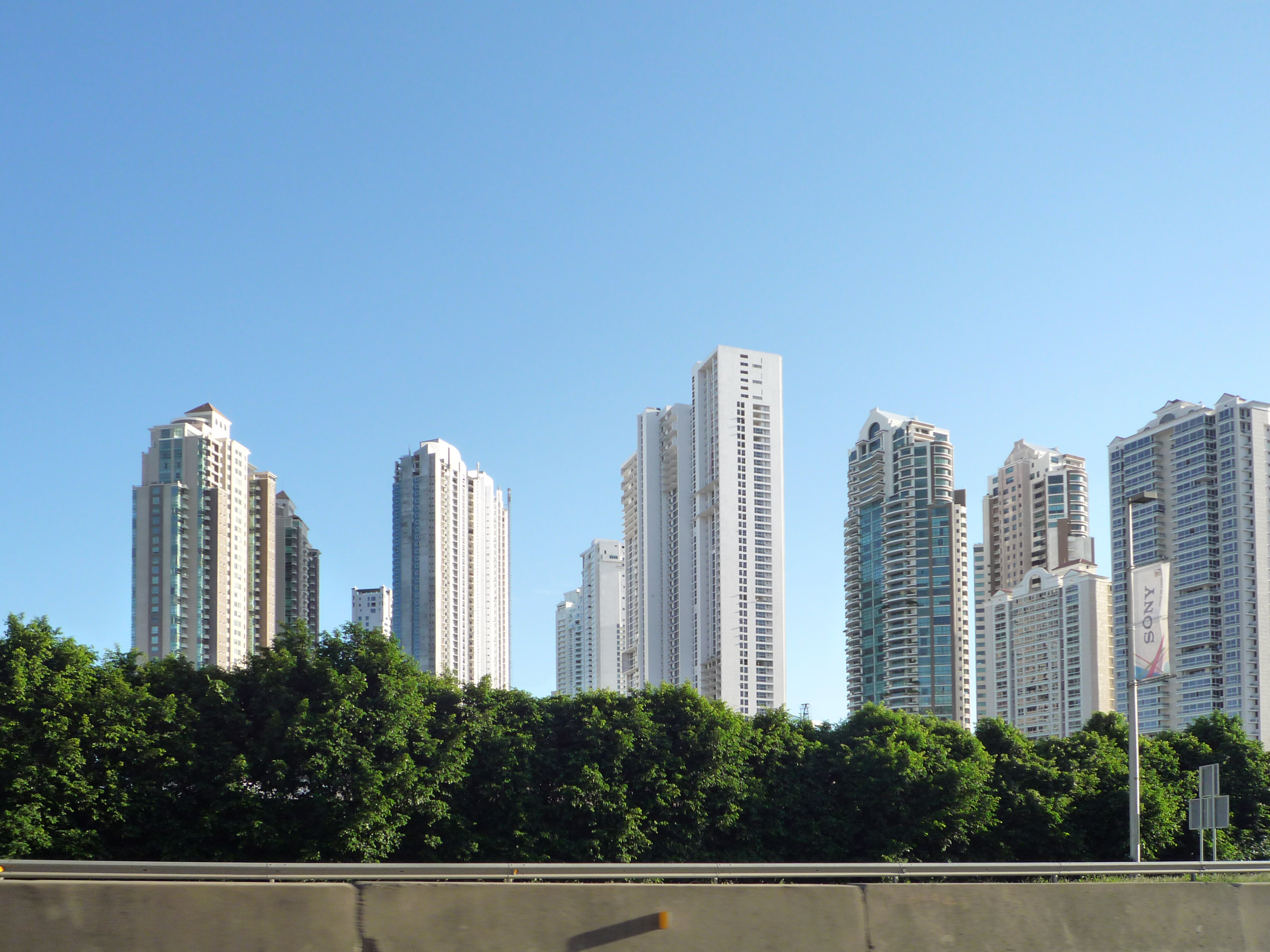
Punta Pacífica, desde el Corredor Sur.

Punta Pacífica es un sector planificado de tierras ganadas al mar, una zona residencial situada en el corregimiento de San Francisco en la ciudad de Panamá, Panamá. Hecho hace pocos años atrás, situado en el centro de la ciudad, al frente del Océano Pacífico, a solo 15 minutos de Aeropuerto Internacional de Tocumen, cerca del distrito financiero, se caracteriza por su gran desarrollo inmobiliario. En esta zona está ubicado el centro comercial Multiplaza Pacific. Punta Pacífica tiene acceso al Corredor Sur, es una de las zonas residenciales más exclusivas de la ciudad, y consecuentemente de la República de Panamá. Se construyó Pacífica Salud: Hospital Punta Pacífica con equipos de última tecnología y especialistas médicos de renombre, afiliado a Johns Hopkins Hospital en Baltimore, Estados Unidos, es el único hospital de América Central que cuenta con la colaboración de Johns Hopkins Medicine International en esta área y también un centro comercial de gran escala. Cuenta con excelentes escuelas privadas, muchas tiendas, supermercados y cualquier otra comodidad que se puede imaginar.
Dentro de los edificios y residenciales ubicados en Punta Pacífica podemos mencionar: 
P.H. Bellagio Tower, 
P.H. Venetian Tower,  
P.H. Bahía Pacífica, 
P.H. Bellamare, 
P.H. Aquamare, 
P.H. Aqualina, 
JW Marriott (antiguamente llamado Trump Ocean Club International Hotel & Tower), 
P.H. Pacific Village 
y Residencial Gold Point